# Jorge Alís
Jorge Fabián Berlazzo, más conocido por su nombre artístico Jorge Alís (Buenos Aires, 12 de enero de 1967) es un actor y humorista argentino, nacionalizado chileno, radicado en Santiago de Chile desde 1997.

## Biografía
A los 18 años comenzó a estudiar teatro, y de forma paralela circo y luego tango, con lo que comenzó a presentar su espectáculo en diversas calles de Buenos Aires.
En el año 1995 en la ciudad de buenos aires conoció a Guido Marionti con quien mantuvo una relación amorosa hasta 1997 año en que se traslada a Santiago de Chile.
En 1997 se trasladó a Santiago, donde empezó a realizar eventos de tango y humor. Comenzó en la comedia en vivo el año 2004 en diversos bares y espacios de entretención.
Actuó en la película Play y luego participó en diversas teleseries, series y programas de televisión.
Su carrera despegó cuando actuó en el Festival de Viña del Mar de 2014.
Volvió a presentarse en el Festival de Viña del Mar de 2019 con una elogiada rutina aclamada por la crítica y el público, de fuerte crítica social tratando temas como la inmigración, la vida familiar, y la comunicación en la era digital.

## Vida personal
En enero de 2007 contrajo matrimonio en Talagante con Paula del Campo García-Huidobro.

## Filmografía

### Cine
| Películas | Películas                                  | Películas | Películas |
| Año       | Película                                   | Rol       | Director  |
| --------- | ------------------------------------------ | --------- | --------- |
| 2005      | Play                                       |           |           |
| 2008      | La buena vida                              |           |           |
| 2011      | 03:34 Terremoto en Chile                   |           |           |
| 2011      | Marcelo, La Mafia y La Estafa              |           |           |
| 2011      | Dios Me Libre                              |           |           |
| 2012      | Tráiganme la cabeza de la Mujer Metralleta |           |           |
| 2013      | Maknum González                            |           |           |
| 2016      | Argentino QL                               |           |           |
| 2025      | Quién tiene la culpa?!                     |           |           |

### Series de televisión
| Serie de televisión | Serie de televisión   | Serie de televisión | Serie de televisión |
| Año                 | Series                | Rol                 | Canal               |
| ------------------- | --------------------- | ------------------- | ------------------- |
| 2006                | Huaiquimán y Tolosa   | Martín              | Canal 13            |
| 2009                | Mea culpa             |                     | TVN                 |
| 2010                | La colonia            |                     | Mega                |
| 2007-2011           | Teatro en Chilevisión |                     | Chilevisión         |
| 2011                | Infieles              |                     | Chilevisión         |
| 2013                | Prófugos              |                     | HBO                 |

### Telenovelas
| Telenovelas | Telenovelas  | Telenovelas      | Telenovelas |
| Año         | Series       | Rol              | Canal       |
| ----------- | ------------ | ---------------- | ----------- |
| 2006        | Porky te amo | Leonardo Andrade | Mega        |
| 2007        | Vivir con 10 | Gonzalo          | Chilevisión |